# Tempel Riddare Orden
Tempel Riddare Orden (Tempelriddarorden, TRO) är ett ordenssällskap med krav på helnykterhet som grundades i sin nuvarande form i USA år 1845.

## Historia
Tempel Riddare Orden har hämtat sitt namn från den medeltida Tempelherreorden, men har ett annat ursprung. Även om Tempel Riddare Orden upptagit några av dess symboler och ideal är den till skillnad från Tempelherreorden ej en riddarorden, och gör inte anspråk på att vara en historisk fortsättning av den medeltida orden. Ordenssällskapet uppstod i kölvattnet på Washingtonrörelsen som samlade hundratusentals medlemmar i USA i början på 1840-talet.
För att få mer ordnade former startades The Order of the Sons of Temperance år 1842. Inom denna organisation bildades Marshall Temple of Honor den 5 december 1845 med en striktare ordensstruktur. Denna var från början öppen endast för moderorganisationens medlemmar, men blev självständig redan år 1849. Efter andra världskriget upphörde ordenssällskapet att existera i USA.
Orden hade, dock, redan år 1887 etablerat sig i Sverige som Tempel Riddare Orden och finns nu i hela Norden. Tempelriddarna är ett ordenssällskap som bland annat kräver att medlemmarna skall ta avstånd från droger. Tempel Riddare Orden ställer inga politiska krav på sina medlemmar, men orden bygger på kristen tro och etik.
Endast män kan bli medlemmar i orden, men det till orden knutna ordenssällskapet Tempel Byggare Orden (se nedan) är öppet för kvinnor.

## Grader

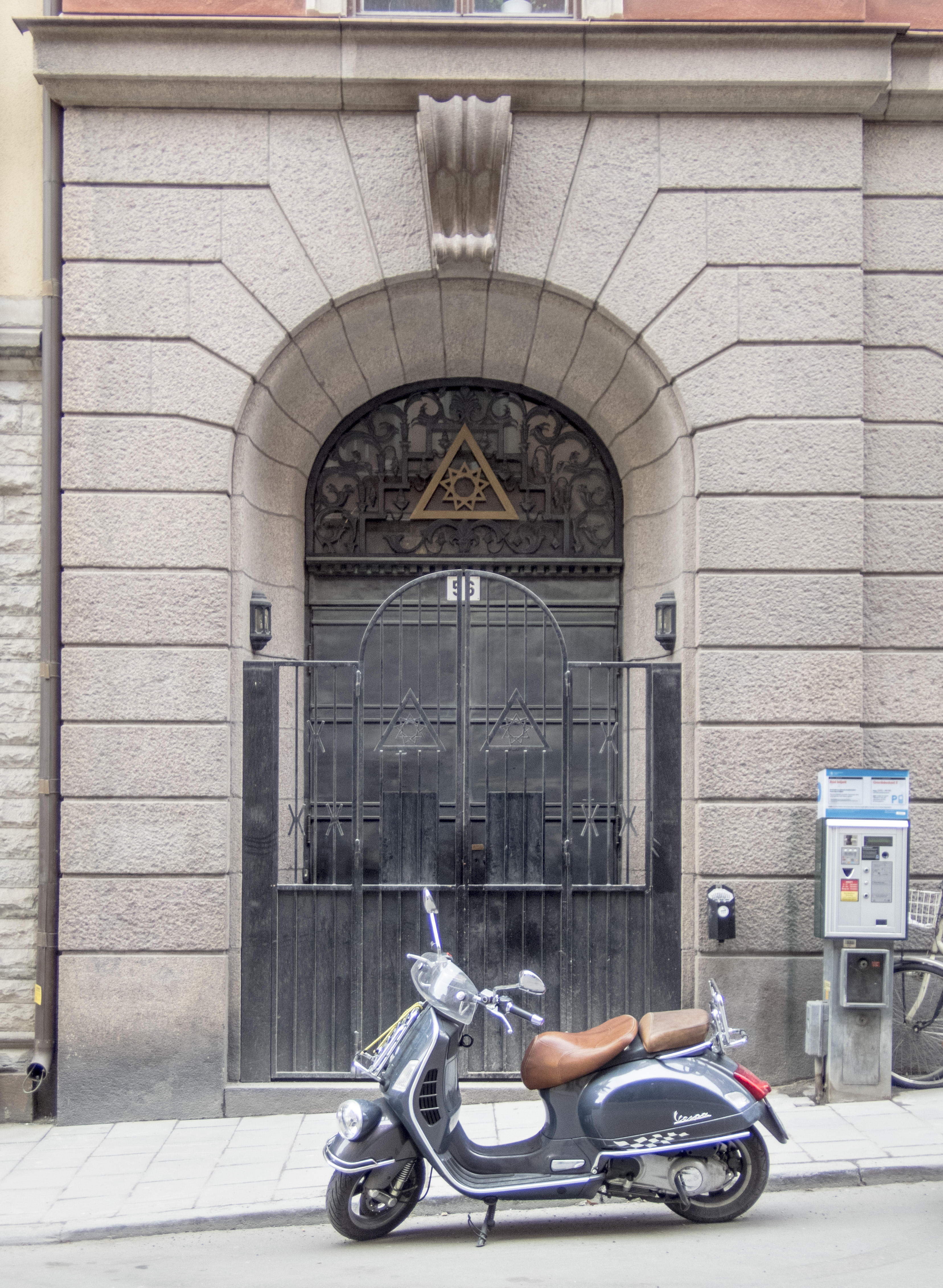
Portal till stamhuset.

Arbetet i orden har karaktärsdaning, broderlig samvaro och välgörenhet som syften. Vid inträdet i orden lovar brodern att avhålla sig från allt bruk av alkohol och andra droger.
Ordensarbetet är uppdelat i tolv grader:
| Tempel Riddare Ordens grader | Tempel Riddare Ordens grader     | Tempel Riddare Ordens grader | Tempel Riddare Ordens grader                    |
| ---------------------------- | -------------------------------- | ---------------------------- | ----------------------------------------------- |
| I                            | Invignings Graden                | IG                           | Stridskamrat                                    |
| Väpnargrader                 |                                  |                              |                                                 |
| II                           | Kärlekens Grad                   | KG                           | Offervillig Väpnare                             |
| III                          | Renhetens Grad                   | RG                           | Vaksam Väpnare                                  |
| IV                           | Trohetens Grad                   | TG                           | Ståndaktig Väpnare                              |
| Riddargrader                 |                                  |                              |                                                 |
| V                            | Prövade Riddares Grad            | PRG                          | Prövad Riddare                                  |
| VI                           | Antagne Riddares Grad            | ARG                          | Antagen Riddare                                 |
| VII                          | Utvalde Riddares Grad            | URG                          | Utvald Riddare                                  |
| Komturgrader                 |                                  |                              |                                                 |
| VIII                         | Stor Tempel Grad                 | STG                          | Komtur                                          |
| IX                           | Stor Templets Inre Cirkel Grad   | STICG                        | Utvald Komtur                                   |
| X                            | Högsta Templets Grad             | HTG                          | Stor Komtur Riddare av det Röda Korset          |
| XI                           | Högsta Templets Inre Cirkel Grad | HTICG                        | Utvald Stor Komtur Kommendör av det Röda Korset |
| XII                          | Heders Grad                      | HDG                          | Ordens Prefekt Kommendör av det Vita Korset     |

## Övrigt
Den svenska avdelningen av TRO har loger över hela Sverige. Stamhuset ligger på Kammakargatan i Stockholm.
IOGT-NTO (tidigare bl.a. Godtemplarorden) har inga officiella band till Tempel Riddare Orden, men många tempelriddare är medlemmar i båda organisationerna.
Frimurarorden har inga officiella band till Tempel Riddare Orden, men några tempelriddare är medlemmar i båda organisationerna.

## Tempel Byggare Orden
Ett till orden knutet ordenssällskap, Tempel Byggare Orden (TBO), bildades 5 mars 2005 i Stockholm. Ordenssällskapet är endast öppet för kvinnor och den första logen gavs namnet Templet Mälardrottningen.
Orden vilar på samma grunder som TRO. Arbetet inom orden är uppdelat i sju grader;
- Förgårds Grad (NG)
- Sanningens Grad (SG)
- Kärlekens Grad (KG)
- Renhetens Grad (RG)
- Trohetens Grad (TG)
- Prövningens Grad (PG)
- Hoppets Grad (HG)

TBO har sex tempel och 11 förgårdar i Sverige.